# NGC 7026
NGC 7026 is een planetaire nevel in het sterrenbeeld Zwaan. Het hemelobject werd op 6 juli 1873 ontdekt door de Amerikaanse astronoom Sherburne Wesley Burnham. Door de eigenaardige vorm ervan is deze planetaire nevel bekend als de Cheeseburger nebula.

## Synoniemen
- PK 89+0.1